# Túpolev Tu-114
El Túpolev Tu-114 Rossiya (en ruso: Ту-114 Россия; designación OTAN: Cleat) fue un avión de pasajeros que contaba con cuatro motores turbohélice preparado para volar a grandes distancias, creado en la URSS en 1956 por Túpolev. Fue uno de los aviones comerciales soviéticos más fiables producidos en la década de los 60.

## Historia y desarrollo

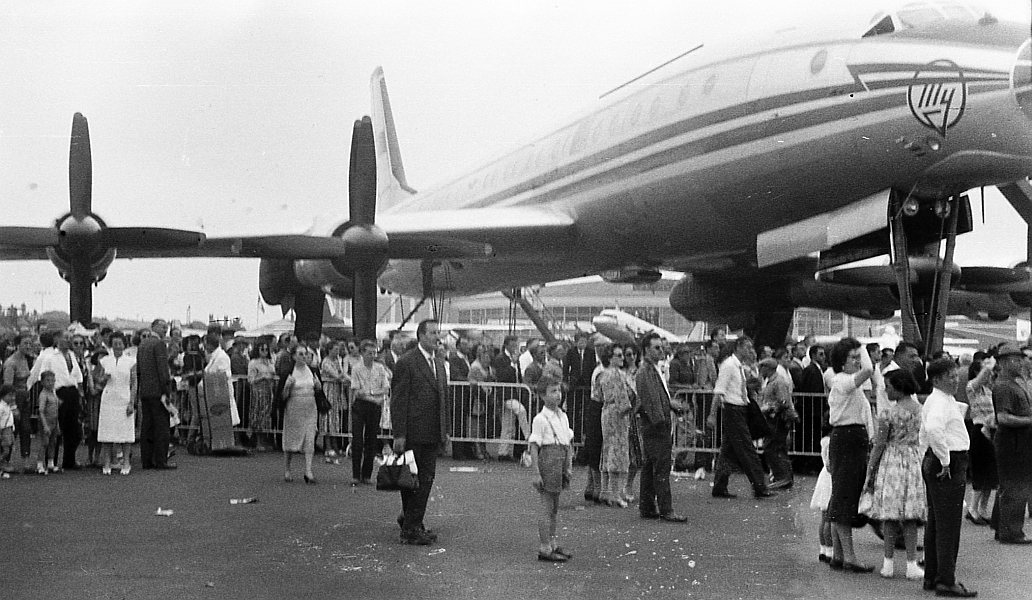
Un Tupolev 144 en la exhibición de París

El gobierno de la Unión Soviética dio a Túpolev instrucciones para desarrollar un avión de pasajeros con capacidad para recorrer distancias intercontinentales, basado en el bombardero estratégico Tupolev Tu-95. El resultado fue un avión de pasajeros provisto de 4 propulsores turbohélices, que resultó similar al Antonov An-22 que entraría en servicio tiempo después. El Tupolev Tu-114 resultó ser una sorpresa para los observadores occidentales, ya que comprobaron que un avión propulsado por hélices podía operar a una velocidad similar a los aviones propulsados por reactores. Además, en su momento fue el avión de pasajeros más grande, pudiendo acomodar entre 120 y 220 pasajeros.
El Tu-114 tuvo una vida operativa muy corta, operando solo de 1962 a 1975. Mientras estuvo en servicio, el avión fue conocido por su fiabilidad, velocidad y su ahorro de combustible (usaba menos combustible que, por ejemplo, el Ilyushin Il-62, avión que lo reemplazó).
En servicio regular con Aeroflot, el avión fue el primero que se usó para vuelos con destinos internacionales, como fueron Copenhague, La Habana, Montreal, Nueva Delhi, París, Belgrado y Tokio (este último destino en cooperación con Japan Airlines). Cuando el Tu-114 fue reemplazado por el Ilyushin Il-62 en esas rutas, pasó a ocupar las rutas más largas dentro de los vuelos de cabotaje. Al final de su vida comercial acumuló aproximadamente 14.000 horas de vuelo, y después de su servicio comercial, pasó a ser usado por el Ejército Rojo y la Fuerza Aérea Soviética hasta principios de los años 1980.

## Variantes
Tu-114A Prototipo

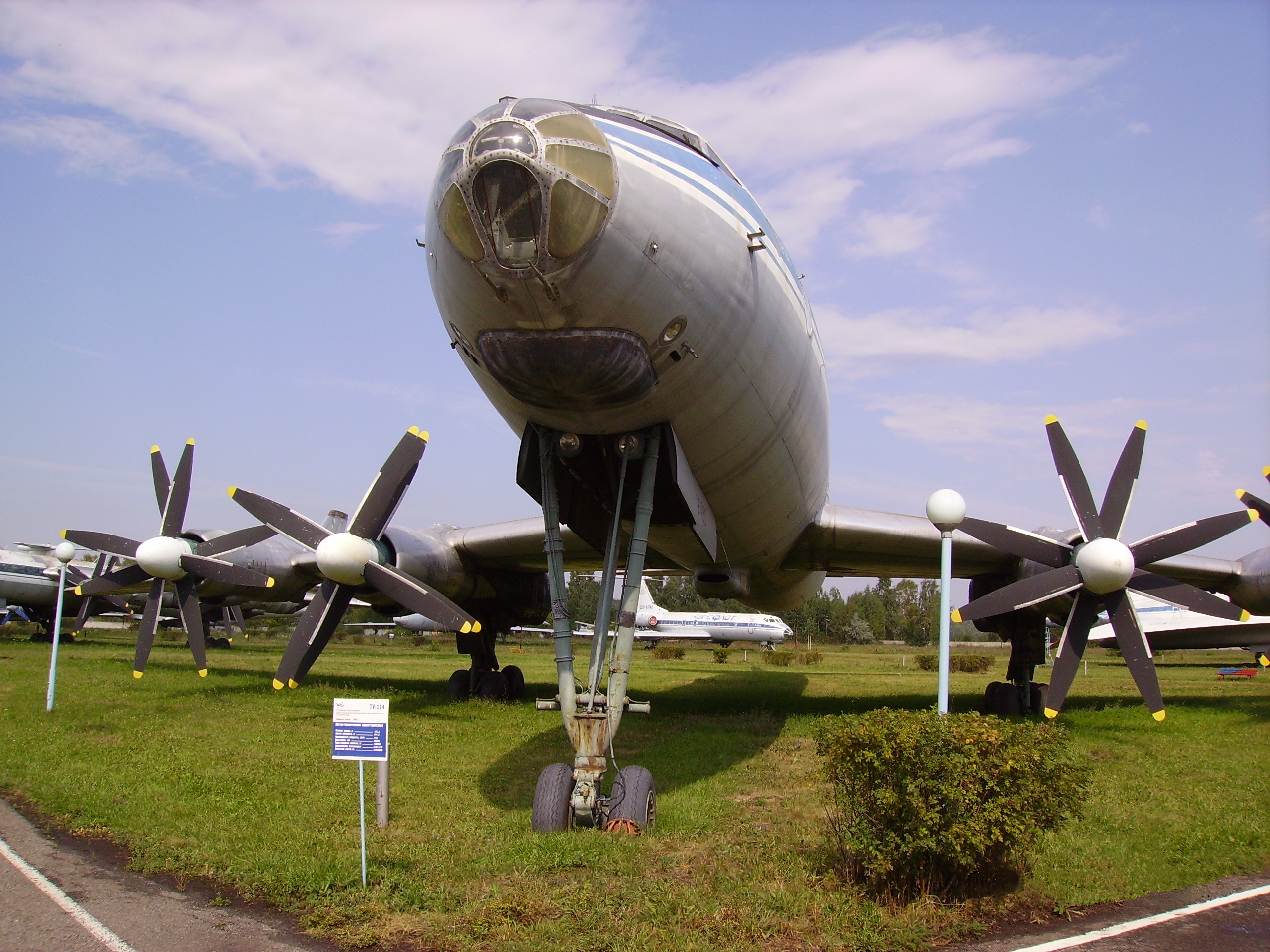
Tu-114 puesto de exposición en un museo.

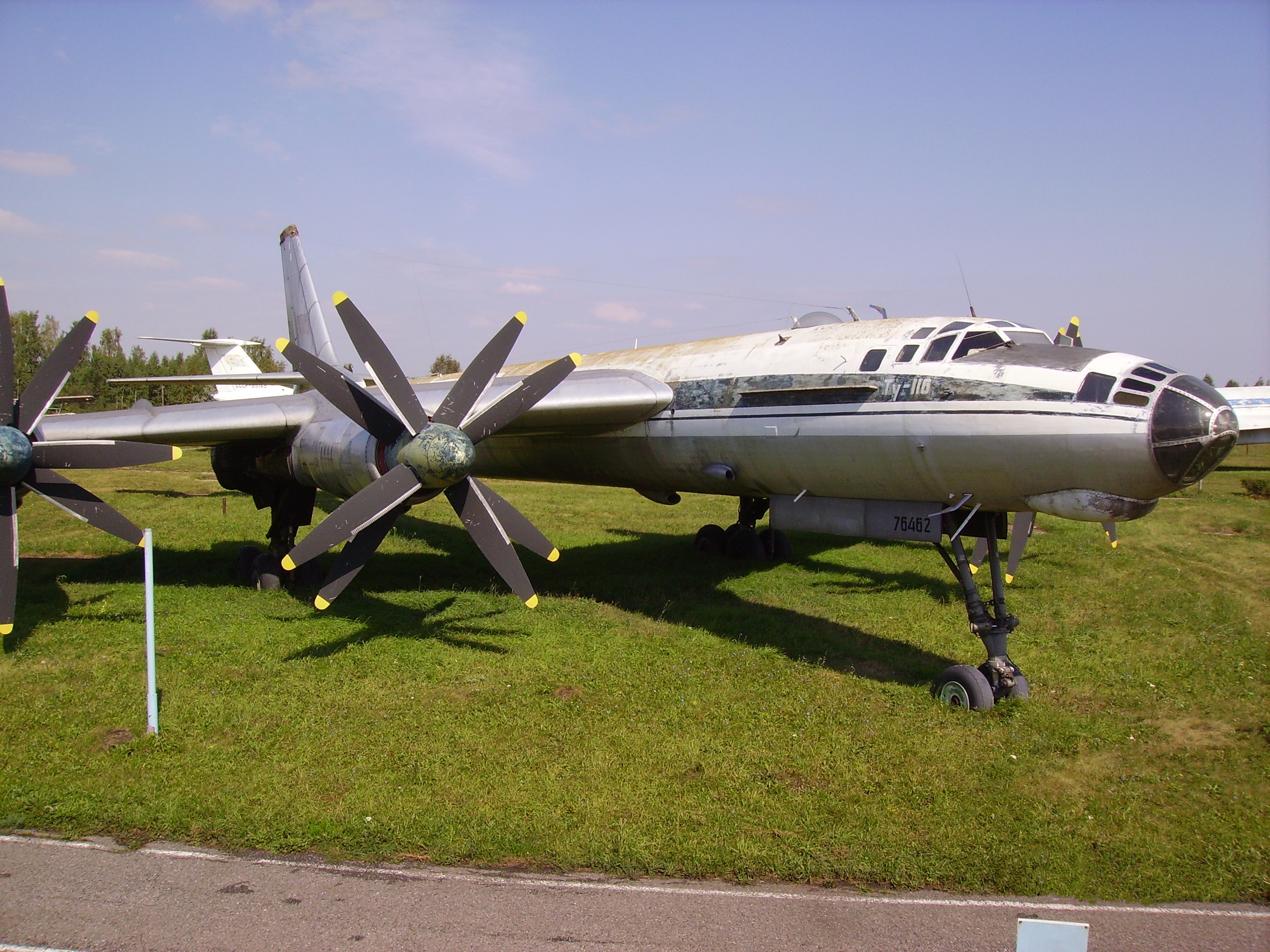
Tu-116 puesto de exposición en un museo.

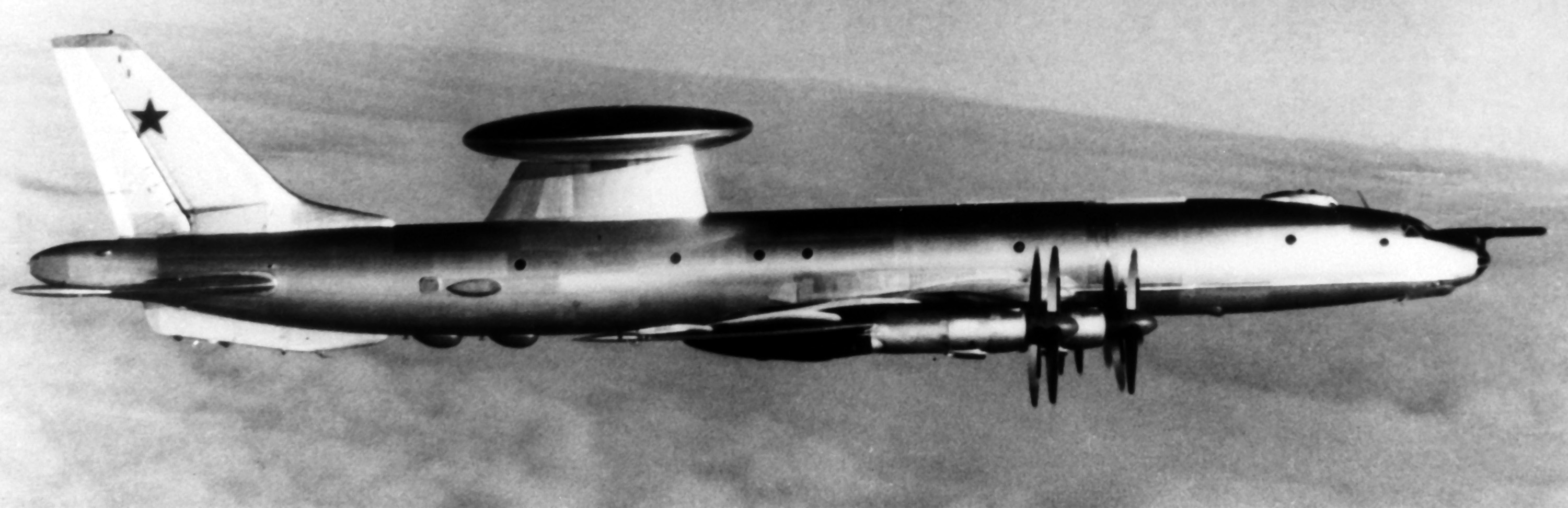
Tu-126 AWACS.

Fue el primer Tu-114 producido, registrado como CCCP-l5611. Se mostró por primera vez a Occidente en la Exhibición Mundial de Bruselas de 1958, y su último vuelo lo realizó en 1968. Ahora se encuentra en exposición en el museo aeronáutico de Mónino.
Tu-114 versión producida
En Aeroflot la versión original producida podía transportar 170 pasajeros, con un restaurante adicional y una zona de descanso. Después, la zona de descanso se convirtió en asientos adicionales, llegando a tener el Tu-114 una capacidad de 200 pasajeros. Inicialmente fue usado para las principales rutas internacionales de Aeroflot, pero cuando llegó el Ilyushin Il-62 fue relegado a vuelos de cabotaje de larga distancia.
Japan Airlines dispuso del Tu-114 para operar en la ruta Moscú-Tokio. Para esos vuelos se le puso una disposición de dos clases, pudiendo transportar 105 pasajeros. En 1969 Japan Airlines devolvió esos aviones, que fueron reconvertidos a una disposición de clase única y 200 pasajeros y pasaron a operar las rutas de larga distancia domésticas en Aeroflot.
Tu-114D
Versión para largas distancias del Tu-114, adaptado para los vuelos sin escalas a La Habana. Después de que Estados Unidos bloqueara las escalas intermedias en países del este de África, como Senegal, los vuelos a Cuba tuvieron que realizarse sin escalas. Para hacerlos posible, el número de asientos se redujo de 170 a 60, y se añadieron reservas adicionales de combustible, que resultaban suficientes, salvo que el vuelo se encontrara con vientos en su contra, en ese caso el avión tenía que hacer escala en Nassau (Bahamas). Todos los Tu-114 reconvertidos a Tu-114D volvieron a su disposición normal después de que la ruta Moscú-La Habana pasara a ser operada por el Ilyushin Il-62.
Tu-114 militar
Después de que los Tu-114 fueran retirados del servicio civil en 1976, una parte de ellos fue usada por la Fuerza Aérea Soviética y el Ejército Rojo para traslado de tropas. El último vuelo de un Tu-114 fue en 1983 con un vuelo operado por el ejército.
Tu-114PLO
Esta versión pretendía ser equipada con un propulsor nuclear, pero el proyecto no prosperó.
Tu-116
Diseñado como recambio en el caso de que el Tu-114A no estuviera terminado a tiempo. Dos Tu-95 fueron equipados para el transporte de pasajeros. Como al final el Tu-114 estuvo listo a tiempo, ninguno de esos dos fueron usados en servicio oficial fuera de la Unión Soviética. Los dos prototipos de Tu-116 tenían la misma configuración, una sección VIP con espacio para una oficina, y el resto del avión configurado de manera normal para el pasaje. Ambos se utilizaron eventualmente como transporte de tripulación en varios escuadrones de Tu-95. Una de los dos Tu-116 que se construyeron se encuentra de exposición en Ulyanovsk.
Tu-126 (designación OTAN: Moss)
En 1958 la oficina de diseño de Túpolev recibió la orden de construir un avión con capacidad AWACS. Después de intentar montar el radar y todos los instrumentos en un Tupolev Tu-95 y en un Tupolev Tu-116, se tomó la decisión de instalarlo en el fuselaje de un Tu-114. Esto solucionó los problemas de enfriamiento y de espacio de operaciones que surgieron en las pruebas anteriores con los otros modelos.
Para que el avión tuviera capacidad para recorrer distancias muy largas, fue equipado con la capacidad de recibir combustible en el aire desde un avión cisterna. El Tu-126 fue usado por la Fuerza Aérea Soviética hasta que fue sustituido por el Beriev A-50. Este modelo también fue usado por la India. El último Tu-126 fue retirado en 1984.

## Especificaciones[2]

### Características generales
- Tripulación: 5 a 6 tripulantes (10 azafatas y 1 sobrecargo)
- Capacidad: 170-200 pasajeros (max.)
- Carga: 30.000 kg (versión solo carga)
- Longitud: 54.1 m
- Envergadura: 51.1 m
- Altura: 15.5 m
- Superficie alar: 345 m² (3713,6 ft²)
- Perfil alar: 311 m2
- Peso vacío: 93.500 kg
- Peso cargado: 179.000 kg
- Peso máximo al despegue: 250 000 kg (551 000 lb)

### Rendimiento
- Velocidad nunca excedida (Vne):  890 km/h
- Velocidad máxima operativa (Vno): 770 km/h
- Velocidad crucero (Vc): 740 km/h
- Alcance: 8800-9500 km
 7000 km con carga máxima.
 10.950 km con 45.000 kg
- Techo de vuelo: 12.000 m

## Antiguos operadores

### Civiles
Unión Soviética
- Aeroflot

 Japón
- Japan Airlines

### Militares
Unión Soviética
- Armada Soviética (Tu-126)
- Defensa Antiaérea Soviética (Tu-126)
- Fuerza Aérea Soviética (Tu-114)
- Ejército Rojo (Tu-114)

 India

### Aeronaves similares
- Lockheed L-188 Electra
- Vickers Vanguard
- Bristol Britannia
- Ilyushin Il-18

### Listas relacionadas
- Aviones de pasajeros de Tupolev: Tu-104 · Tu-114 · Tu-124 · Tu-134 · Tu-144 · Tu-154 · Tu-204 · Tu-214 · Tu-334